# نصرت‌الله شاهمیر
نصرت‌الله شاهمیر رئیس پیشین فدراسیون شنا و شیرجه و واترپلو ایران بود.

## ریاست فدراسیون شنا ایران
شاهمیر در سه نوبت و در سال‌های ۱۳۲۵، ۱۳۴۵–۱۳۴۰ و ۱۳۵۴–۱۳۵۲ ریاست فدراسیون شنا و شیرجه و واترپلو ایران را بر عهده داشته است. ایران در زمان سومین دوره ریاست وی بر این فدراسیون موفق به کسب مدال طلای واترپلو بازی‌های آسیایی ۱۹۷۴ تهران شد. شاهمیر، وقتی در بازی‌های آسیایی ۱۹۷۴ تهران، ایران به مال طلا رسد، با لباس به داخل استخر پرید. 

## پرچمداری المپیک ۱۹۶۴
شاهمیر در المپیک تابستانی ۱۹۶۴ توکیو به عنوان پرچم‌دار پیشاپیش کاروان ایران رژه رفت. غلامرضا تختی، کشتی گیر محبوب ایران، در سه دوره قبلی حضور خود در المپیک به دلایل مختلف پرچمدار نشده بود و قرار بود در آخرین دوره حضورش، به نمایندگی از ورزشکاران و البته تمام مردم ایران، پیشاپیش کاروان ایران قدم بردارد و پرچم ایران را به اهتزار درآورد. اتفاقی که گفته می‌شود با مداخله سیاسیون و برخی افراد نزدیک به دربار، در آخرین دقایق جلوی افتادنش گرفته شد تا تختی با آن همه افتخار و محبوبیت، هیچ‌گاه پرچمداری را تجربه نکند. 
درباره این ماجرا حرف و حدیث‌های بسیاری وجود دارد. با این حال اینطور به نظر می‌رسد که اختلاف‌نظرهایی بین مسئولان ورزش و بخشی از دربار وجود داشته که در نهایت منجر به این اتفاق می‌شود. پرچمی که از دست تختی گرفته می‌شود، به عبدالله موحد پیشنهاد می‌شود و پس از نپذیرفتن او (به خاطر احترام به تختی)، به دست نصرت‌الله شاهمیر می‌افتد که در آن زمان رئیس فدراسیون شنا بوده و یکی از بستگان فرح پهلوی نیز بوده است. 